# Rymningen från Mountjoyfängelset
Rymningen från Mountjoyfängelset i Dublin den 31 oktober 1973 då tre medlemmar av Provisoriska IRA flydde från fängelset efter att en kapad helikopter landat på fängelset skapade rubriker världen över och förödmjukade den irländska regeringen ledd av Fine Gaels Liam Cosgrave som fick ta emot hård kritik från oppositionspartiet Fianna Fáil. En enorm jakt efter rymmarna startades men det skulle dröja ända tills 1977 innan den sista fången blev gripen.

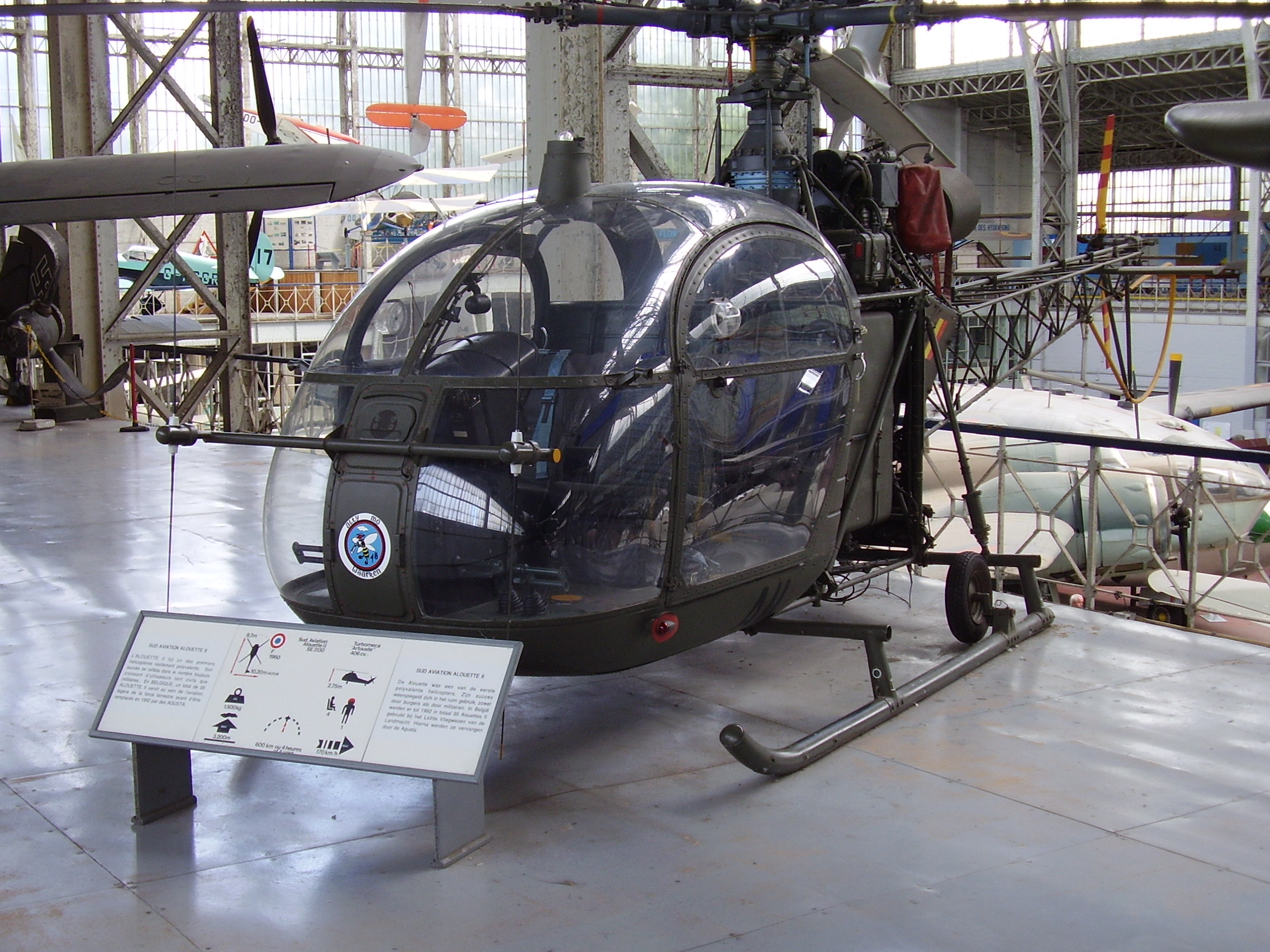
En Alouette II, den helikoptermodell som användes i rymningen.

## Förlopp

### Bakgrund
Efter att Konflikten i Nordirland startat hade Provisoriska IRA, PIRA, inlett en beväpnad kamp för att ena Irland med hjälp av vapen. För att hindra denna utveckling introducerades fängelse utan rättegång, internment without trial, på Nordirland och Fine Gael, FG, som försökte minska PIRA-aktiviteten introducerade även samma sak på Irland. FG hade en policy om att vara tuffa mot brott oavsett vilken politiska åsikter brottslingarna hade och fick stort stöd av allmänheten för detta. I september 1973 ställdes PIRA:s befälhavare Seamus Twomey inför rätta på grund av misstänkt IRA-medlemskap. Han proklamerade då att "jag vägrar erkänna den här brittiskstyrda quisling-rättegången". Han dömdes till fem års fängelse. IRA:s ledning var då kraftigt försvagad eftersom även två andra ledare, JB O'Hagan och Kevin Mallon hade blivit fängslade tidigare. Alla tre blev dömda att avtjäna sina straff i Mountjoyfängelset.

### Planeringen av flykten
PIRA började genast planera ett fritagande av Twomey, O'Hagan och Mallon. I ett första försök hade man smugglat in sprängmedel som fångarna använde för att spränga upp en öppning vilket skulle leda fångarna ut till fängelsegården. Därifrån skulle de med hjälp av en repstege ta sig över murarna och till en väntande bil från PIRA:s Dublinbrigad. Försöket misslyckades då man inte lyckades ta sig ut på fängelsegården och en vakt såg repstegen som Dublinbrigaden hade slängt över muren. 
Man började istället planera en helikopterflykt. Planerna på en helikopter hade diskuterats tidigare för att befria Gerry Adams från Mazefängelset men avfärdats då det fanns närliggande helikopterbaser. PIRA-ledningen godkände de nya planerna för att få ut de tre fångarna och man började direkt förbereda hur man skulle få tag på en helikopter. En man med amerikansk dialekt som kallade sig "Mr. Leonard" träffade uthyraren för "Irish Helicopters" och bokade en Alouette II för den 31 oktober då han skulle ta foton från helikoptern.  Efter att ha fått se alla helikoptrar bestämde sig Mr. Leonard för en Alouette II. 

### Flykten

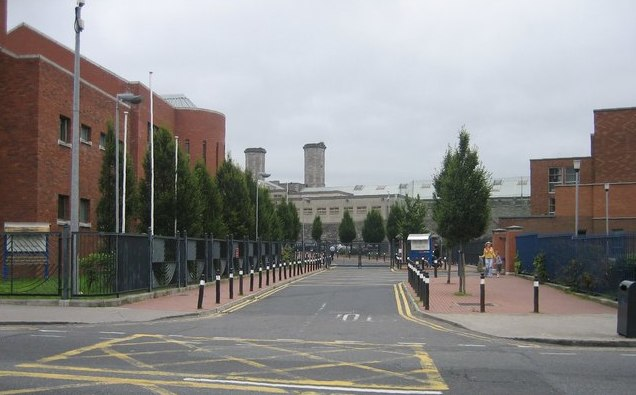
Bilden visar Mountjoyfängelset där rymningen skedde.

Mr. Leonard anlände till Irish Helicopters den 31 oktober och mötte helikopterns pilot, kapten Thompson Boyes. Boyes blev instruerad att flyga till ett fält i Stradbally för att hämta Leonards fotografiska hjälpmedel. Efter att Boyes landade såg han två beväpnade män som gick emot helikoptern. Boyes blev hotad men skulle inte bli skadad om han följde deras befallningar. Mr. Leonard lämnade helikoptern tillsammans med en av de beväpnade männen. Den andra stannade kvar beväpnad med en pistol och ett gevär av typen Armalite. Boyes blev beordrad att flyga mot Dublin och följa järnvägen och "Royal Canal" samt att inte registrera sin flygväg hos flygledningscentralen. När helikoptern började närma sig Dublin informerades Boyes om flyktplanen och blev beordrad att landa på Mountjoys fängelsegård.
På fängelsegården följde fångarna en fotbollsmatch på tv. Strax efter klockan 15:35 landade helikoptern med assistans av Kevin Mallon som med hjälp av semaforer dirigerade helikoptern inför landningen. En fängelsevakt noterade knappt att helikoptern landade eftersom han trodde att det var försvarsministern, Paddy Donegan, som genomförde ett informellt besök. Efter det bröt slagsmål ut när fångvaktarna blev omringade av fångarna och förstod att det var ett flyktförsök. När fångarna lyckades hålla fast vakterna gick Twomey, O'Hagan och Mallon ombord på helikoptern. Under förvirringen som uppstod då helikoptern lyfte skrek en av fångvaktarna "Stäng porten, stäng de jävla portarna!". Helikoptern flög norrut och landade på en övergiven racingbana där fångarna möttes av PIRA:s Dublinbrigad som genast förde fångarna till deras gömställen i en taxi som kapats tidigare.

### Reaktioner
Flykten skapade rubriker världen över och skämde ut den Fine Gael-ledda regeringen som blev kritiserad för "inkompetens i säkerhetsfrågor" av det dåvarande oppositionspartiet Fianna Fail. En debatt hölls i Dail Eireann de efterföljande dagarna där oppositionsledaren Jack Lynch sa: 
"Det ligger en poetisk rättvisa i att det är en helikopter som skämt ut regeringen. Det är nämligen svårt att klandra vakten som trodde att det var försvarsministern som gjorde ett informellt besök eftersom vi alla vet att försvarsministern använder den statliga helikoptern i samma utsträckning som andra använder statliga bilar."
PIRA släppte ett uttalande som löd:
"Tre republikanska fångar blev befriade av en specialenhet från Mountjoyfängelset på onsdagen. Operationen var framgångsrik och de tre männen är i säkerhet, trots en enorm jakt av fristatens trupper." Kort efter rymningen gav Twomey en intervju för det tyska magasinet Der Spiegel där han hävdade att folk över hela Europa beskrev det som "århundradets rymning". Det irländska bandet Wolfe Tones gav ut en sång kallad "The helicopter song" som trots att den snabbt blev bannlyst lyckades komma högt upp på irländska musiklistor efter att ha sålt tolvtusen singlar på en vecka.

### Efterspel
Flykten resulterade i att alla IRA-fångar i Mountjoyfängelset och Curragh Camp blev förflyttade till högsäkerhetsfängelset Portlaoisefängelset. För att förhindra fler rymningar vaktades Mountjoyfängelset av medlemmar av den irländska armén och man spände ut ståltrådar över gården för att förhindra att en helikopter skulle lyckas landa där. Cosgrave sa att det inte skulle finnas några gömställen för rymmarna och en jakt med tjugotusen medlemmar av Irish Defence Forces och Garda Siochána inleddes. Mallon blev infångad på en dans arrangerad av Gaelic Athletic Association nära Portlaoise den tionde december 1973 och senare fängslad i Portlaoisefängelset. Han flydde därifrån i en massflykt den 18 augusti 1974 då nitton fångar flydde efter att ha övermannat vakterna och använt sig av sprängmedel för att spränga grindarna. Han blev återigen fångad i Foxrock januari 1975 och blev återigen inspärrad på Portlaoisefängelset. O'Hagan blev infångad i början av 1975 och även han inspärrad i Portlaoisefängelset. Efter att ha tjänat av sitt ursprungliga tolv månaders straff blev han omedelbart arresterad och dömd till ytterligare två år för flykten. Det skulle dröja ända tills den andra december 1977 innan Twomey greps efter en biljakt. Även han fängslades i Portlaoisefängelset ända till sitt frisläppande.